# 1550

## Esdeveniments
- 31 de maig - Pollença (Mallorca): s'hi esdevé el Dia de la Desgràcia: el corsari turc Dragut, amb 1.500 homes, saqueja la vila, però és derrotat pels pollencins, encapçalats per Joan Mas.

## Naixements
- 24 de setembre, Fuzhou, Jiangxi (Xina) Tang Xianzu, en xinès tradicional: 湯顯祖; en xinès simplificat: 汤显祖; en pinyin: Tāng Xiǎnzǔ; nom de cortesia Yireng (義仍),va ser un funcionari de la dinastia Ming, que va destacar com escriptor i dramaturg, contemporani de Shakespeare i Cervantes (m. 1616).[1]

- Sebastian Erthel, monjo, compositor i mestre de capella de Garsten.

## Necrològiques
- 20 de maig - Japó: Ashikaga Yoshiharu, 28è shogun
- 3 de juliol -Reifnitz, Eslovènia: Jacobus Gallus Carniolus, Jacob Handl o Jacob Handl-Gallus, compositor txec del Renaixement (m. 1591).[2]
- 20 de desembre - Estrasburg: Matthias Greitter, compositor i organista